# Maxime Teixeira
Maxime Teixeira (La Rochelle, 18 januari 1989) is een voormalige tennisspeler uit Frankrijk. Hij heeft geen ATP-toernooi gewonnen. Wel deed hij al mee aan grandslamtoernooien. Hij heeft één challenger in het enkelspel en drie challengers in het dubbelspel op zijn naam staan.

## Palmares

### Palmares enkelspel
| Nr.                  | Datum         | Toernooi     | Ondergrond | Tegenstander in finale | Score    |
| -------------------- | ------------- | ------------ | ---------- | ---------------------- | -------- |
| Gewonnen challengers |               |              |            |                        |          |
| 1.                   | 28 maart 2011 | Saint-Brieuc | Gravel (i) | Benoît Paire           | 6-3, 6-0 |

### Palmares dubbelspel
| Nr.                              | Datum           | Toernooi      | Ondergrond    | Partner               | Tegenstanders in finale         | Score            |
| -------------------------------- | --------------- | ------------- | ------------- | --------------------- | ------------------------------- | ---------------- |
| Gewonnen challengers herendubbel |                 |               |               |                       |                                 |                  |
| 1.                               | 6 februari 2012 | Quimper       | Hardcourt (i) | Pierre-Hugues Herbert | Dustin Brown Jonathan Marray    | 7-6(5), 6-4      |
| 2.                               | 14 juli 2013    | San Benedetto | Gravel        | Pierre-Hugues Herbert | Alessandro Giannessi João Sousa | 6-4, 6-3         |
| 3.                               | 21 juni 2015    | Blois         | Gravel        | Rémi Boutillier       | Guilherme Clezar Nicolás Kicker | 6-3, 4-6, [10-8] |

## Resultaten grote toernooien
| Legenda | Legenda                          |
| ------- | -------------------------------- |
| g.t.    | geen toernooi gehouden           |
| l.c.    | lagere categorie                 |
| –       | niet deelgenomen                 |
| G       | uitgeschakeld in de groepsfase   |
| 1R      | uitgeschakeld in de eerste ronde |
| 2R      | uitgeschakeld in de tweede ronde |
| 3R      | uitgeschakeld in de derde ronde  |
| 4R      | uitgeschakeld in de vierde ronde |
| KF      | uitgeschakeld in de kwartfinale  |
| HF      | uitgeschakeld in de halve finale |
| F       | de finale verloren               |
| W       | het toernooi gewonnen            |
| w-v     | winst/verlies-balans             |

### Enkelspel
| Grandslamtoernooien   |      |      |        |
| Australian Open       | –    | –    | 0-0    |
| Roland Garros         | 2R   | 1R   | 1-2    |
| Wimbledon             | –    | –    | 0-0    |
| US Open               | –    | –    | 0-0    |
| Winst-verlies         | 1-1  | 0–1  | 1-2    |
| ATP World Tour Finals |      |      |        |
| ATP World Tour Finals | –    | –    | 0-0    |
| Olympische Spelen     |      |      |        |
| Olympische Spelen     | g.t. | g.t. | 0-0    |
| Statistieken          |      |      |        |
| Totaal aantal titels  | 0    | 0    | 0      |
| Totaal winst-verlies  | 1-1  | 0-1  | 1-4    |
| Eindejaarsranking     | 163  | 194  | n.v.t. |

### Dubbelspel
| Grandslamtoernooien   |               |               |               |     |        |
| Australian Open       | –             | –             | –             | –   | 0-0    |
| Roland Garros         | 1R            | 1R            | 1R            | 1R  | 0-4    |
| Wimbledon             | –             | –             | –             | –   | 0-0    |
| US Open               | –             | –             | –             | –   | 0-0    |
| Winst-verlies         | 0–1           | 0–1           | 0–1           | 0–1 | 0-4    |
| ATP World Tour Finals |               |               |               |     |        |
| ATP World Tour Finals | –             | –             | –             | –   | 0-0    |
| Olympische Spelen     |               |               |               |     |        |
| Olympische Spelen     | geen toernooi | geen toernooi | geen toernooi | –   | 0-0    |
| Statistieken          |               |               |               |     |        |
| Totaal aantal titels  | 0             | 0             | 0             | 0   | 0      |
| Eindejaarsranking     | 324           | 545           | 195           | 694 | n.v.t. |